# Lê Công Hoàng (diễn viên)
Lê Công Hoàng (sinh ngày 30 tháng 1 năm 1991) là một nam diễn viên người Việt Nam. 
Anh được biết đến qua vai diễn Vũ trong bộ phim điện ảnh Cha và con và..., bộ phim Việt Nam đầu tiên lọt vào vòng tranh giải Gấu Vàng của Liên hoan phim quốc tế Berlin 2015. Năm 2022, anh thủ vai Dương trong bộ phim điện ảnh Tro tàn rực rỡ, đây cũng là bộ phim Việt Nam đầu tiên được chọn tranh giải ở hạng mục chính (Tokyo Grand Prix) của Liên hoan phim quốc tế Tokyo lần thứ 22.

## Tiểu sử
Lê Công Hoàng sinh ngày 30 tháng 1 năm 1991, đến từ Thành phố Hồ Chí Minh. Khởi đầu là một sinh viên ngành Ngân hàng của Đại học Văn Lang, chưa từng tham gia diễn xuất hay có ý niệm gì về điện ảnh, tuy nhiên cơ duyên đã mang anh đến với môn nghệ thuật thứ 7 này sau 1 buổi anh đưa chị gái mình đến buổi casting của đạo diễn Phan Đăng Di.

## Sự nghiệp
Năm 2011, Lê Công Hoàng theo chị gái đi dự một buổi casting cho một bộ phim nghệ thuật của đạo diễn Phan Đăng Di, khi đó đang mới làm đến phim thứ 2. Chị gái Lê Công Hoàng không qua phút thứ ba nhưng vì tiếc công chờ cả buổi sáng nên nói em trai vào thử. Đạo diễn Phan Đăng Di vừa nhìn Công Hoàng đã có cảm giác chàng trai 20 tuổi này phù hợp với nhân vật Vũ, nhân vật chính trong tác phẩm điện ảnh tiếp theo của anh mang tên Cha và con và... (2015). Bộ phim sau đó trở thành bộ phim Việt Nam đầu tiên lọt vào vòng tranh giải Gấu Vàng của Liên hoan phim Berlin, 1 trong 3 Liên hoan phim lớn nhất thế giới.
Năm 2019, Công Hoàng đóng một vai phụ trong phim Thưa mẹ con đi của đạo diễn Trịnh Đình Lê Minh. Tác phẩm này đi tranh giải tại Liên hoan phim quốc tế Busan và một số liên hoan phim tại Mỹ và Đài Loan. Năm 2021, Công Hoàng đóng vai Ngọc hồi trẻ (diễn viên Thái Hòa đóng khi trưởng thành) trong phim truyền hình ăn khách Cây táo nở hoa, cùng năm anh còn tham gia vào phim ngắn Người Hộ Tang của đạo diễn Đỗ Quốc Trung 
Năm 2022, Công Hoàng nhận đóng vai chính trong bộ phim ngắn Biến mất ở thư viên, chuyển thể từ truyện ngắn cùng tên của nhà văn Nguyễn Ngọc Tư, do Trịnh Đình Lê Minh làm đạo diễn. Cùng năm, Hoàng nhận được vai chính thứ 2 trong tác phẩm điện ảnh Tro tàn rực rỡ của đạo diễn Bùi Thạc Chuyên, bộ phim được chuyển thể truyện ngắn Củi mục trôi về và Tro tàn rực rỡ của nhà văn Nguyễn Ngọc Tư. Bộ phim sau đó được trình chiếu tại hạng mục chính thức của Liên hoan phim quốc tế Tokyo lần thứ 35. Lê Công Hoàng còn tham gia vai chính trong phim Skin of Youth của nữ đạo diễn Ash Mayfair (Nguyễn Phương Anh) - một dự án thắng giải ở nhiều chợ dự án phim thế giới, dự kiến ra mắt tại các liên hoan phim quốc tế 2025.

## Danh sách phim

### Điện ảnh
| Năm  | Tựa phim                    | Đạo diễn                        | Vai diễn               | Ghi chú   |
| ---- | --------------------------- | ------------------------------- | ---------------------- | --------- |
| 2015 | Cha và con và...            | Phan Đăng Di                    | Vũ                     |           |
| 2019 | Thưa mẹ con đi              | Trịnh Đình Lê Minh              | Khôi                   |           |
| 2021 | Người Hộ Tang               | Đỗ Quốc Trung                   | Thanh                  | Phim ngắn |
| 2021 | Tựa vào nhau cho đời như ý  | Chung Chí Công                  | Chàng trai bán bánh mì | Phim ngắn |
| 2022 | Biến mất ở Thư Viên         | Trịnh Đình Lê Minh              | Điệp                   | Phim ngắn |
| 2022 | Tro tàn rực rỡ              | Bùi Thạc Chuyên                 | Dương                  |           |
| 2024 | Ngày xưa có một chuyện tình | Trịnh Đình Lê Minh              | anh Đường              |           |
| 2025 | Skin of Youth               | Ash Mayfair (Nguyễn Phương Anh) |                        |           |

### Truyền hình
| Năm  | Tựa phim       | Đạo diễn      | Vai diễn        | Ghi chú |
| ---- | -------------- | ------------- | --------------- | ------- |
| 2021 | Cây táo nở hoa | Võ Thạch Thảo | Ngọc (thời trẻ) |         |

## Giải thưởng và đề cử
| Năm  | Giải thưởng                                  | Hạng mục                        | Đề cử          | Kết quả   | Nguồn  |
| ---- | -------------------------------------------- | ------------------------------- | -------------- | --------- | ------ |
| 2023 | Đại hội Điện ảnh Việt Nam quốc tế lần thứ 14 | Nam diễn viên xuất sắc nhất     | Tro tàn rực rỡ | Đoạt giải | [ 14 ] |
| 2023 | Liên hoan phim Việt Nam lần thứ 23           | Nam diễn viên phụ xuất sắc      | Tro tàn rực rỡ | Đoạt giải | [ 15 ] |
| 2023 | Giải thưởng Ngôi Sao Xanh lần thứ 10         | Gương mặt triển vọng (Điện ảnh) | Tro tàn rực rỡ | Đề cử     | [ 16 ] |